# 1942 في الأوروغواي
فيما يلي قوائم الأحداث التي وقعت خلال عام 1942 في الأوروغواي.

## رياضة
- 1 يناير – كأس أمريكا الجنوبية 1942

## مواليد

### مارس
- 4 مارس – خوان دانييل كارديلينهو لاعب كرة قدم الأوروغواي.

### ديسمبر
- 3 ديسمبر – بيدرو روكا لاعب كرة قدم أوروغواياني.
- 30 ديسمبر – أنيبال رويز لاعب كرة قدم أوروغواياني.

## وفيات

### سبتمبر
- 15 سبتمبر – غابرييل تيرا (مواليد 1873)